# バストロ
バストロ(Bastro)は、アメリカのロックバンド。1988年にワシントンD.C.にて結成。

## 略歴
スクワール・バイト解散後、メンバーだったデヴィッド・グラブスとクラーク・ジョンソンの2人で結成された。1988年にスティーヴ・アルビニ録音のEP『Rode Hard and Put Up Wet』でデビュー。リリース後にマイ・ダッド・イズ・デッドというバンドとツアーを行い、そのバンドのメンバーだったジョン・マッケンタイアが加入。1989年にシングル"Shoot Me a Deer"/"Goiter Blazes"、アルバム『Diablo Guapo』をリリース。その後グラブスはビッチ・マグネットの作品に参加。1991年に2ndアルバム『Sing the Troubled Beast』をリリース。バンドはピアノやオルガンを使用するなど表現の幅を広げたが、ジョンソンが学業に専念するため脱退、次のベーシストにバンディ・K・ブラウンが加入。バンドはツアーを行うがグラブスがシカゴ大学の大学院に進学するためシカゴに向かい、バストロの活動はガスター・デル・ソルに引き継がれることになる。

## メンバー
- デヴィッド・グラブス（David Grubbs） - ギター
- バンディ・K・ブラウン（Bundy K. Brown） - ベースギター
- ジョン・マッケンタイア（John McEntire） - ドラムス

### 元メンバー
- クラーク・ジョンソン（Clark Johnson） - ベースギター

## 作品

### アルバム
- Diablo Guapo （1989年）
- Sing the Troubled Beast （1991年）
- Antlers: Live 1991 （1991年、ライヴアルバム）

### EP、シングル
- Rode Hard and Put Up Wet EP （1988年）
- "Shoot Me a Deer"/"Goiter Blazes" 7" （1988年）
- "A L'Ombre De Nous (In Our Shadow)"/"Produkt" （1991年、コデインとのスプリット）